# ムーンコミュニケーションズ
ムーンコミュニケーションズは、1996年設立の映像コンテンツ制作会社。
テレビ番組、TVCM、イベント映像、ネット配信などを制作。
主に名古屋、東京、大阪のテレビ局、ハウスプロダクションがクライアント。
地上波、LiveU中継なども担当。